# Cova da Moura (Amadora)
Cova da Moura ist ein Viertel in der ehemaligen Gemeinde (Freguesia) Damaia im Kreis (Concelho) von Amadora, im Großraum der portugiesischen Hauptstadt Lissabon. Das Viertel hat eine Fläche von etwa 0,16 km² (16,3 Hektar), etwa 5000 Menschen leben hier.
Es ist landesweit als ein sozialer Brennpunkt bekannt und häufig Gegenstand der Berichterstattung, sowohl nach kriminellen und gewalttätigen Vorfällen als auch nach Fällen von Polizeigewalt, bis hin zu einzelnen Todesfällen auf beiden Seiten und einer breiten medialen Berichterstattung und einer schockierten Öffentlichkeit danach. Es ist aber auch oft Gegenstand positiver Berichterstattung, wenn über die Anstrengungen der Bewohner zur Verbesserung der Lebensverhältnisse oder über erfolgreiche soziale Projekte berichtet wird oder die kulturelle Vielfalt mit der hier besonders lebendigen kapverdischen Kultur (Feste, Gastronomie, Musik, Tanz) gezeigt wird.
Das Viertel liegt auf einer Anhöhe, auf der sich früher eine Windmühle (Moinho) befand und deren Reste noch zu sehen sind. Sie ist auch Namensgeberin des besonders bekannten sozialen Nachbarschaftsvereins Moinhos da Juventude (Portugiesisch für: Windmühle der Jugend). Gelegentlich wurden auch Pläne der Politik zur Umsiedlung und zur immobilienwirtschaftlichen Nutzung des attraktiv gelegenen Viertels bekannt, insbesondere seit Mitte der 2000er Jahre. Die zeitgleich zugenommene Aktivität der Polizei vor Ort und die folgende verstärkte Berichterstattung wird gelegentlich damit in Zusammenhang gebracht.

## Geschichte
Das heutige Viertel entstand illegal auf dem Grund einer Quinta, der Quinta do Outeiro, das im Verlauf der 1940er Jahre nicht mehr genutzt wurde. In den 1960er Jahren zogen hier Neubürger aus dem ländlichen Raum Portugals und erste Einwanderer aus Kap Verde zu und ließen sich in selbst gezimmerten Behausungen nieder.
Nach der Unabhängigkeit der portugiesischen Kolonien vor allem in Afrika flohen hunderttausende Menschen nach Portugal (Retornados). Vielen blieb nur die illegale Ansiedlung, so auch hier. Im weiteren Verlauf zogen hier vor allem Menschen aus Kap Verde her, da sie hier bereits auf Landsleute und erste soziale Kontakte trafen.
Als die Meldungen über Bandenkriminalität, Drogenhandel und Gewalt in den portugiesische Medien in den 1990er und vor allem seit den 2000er Jahren zunahmen, interessierten sich auch Sozialvereine, NGOs und Kulturschaffende für das Viertel. Fotografen und Filmemacher arbeiteten hier, es entstanden soziale Projekte, und interessierte Besucher begannen hier her zu kommen. 2019 porträtierte der Reuters-Fotograf Rafael Marchante das Viertel, seine Menschen, seine Wandgraffitos und seine Kultur, und der Regisseur Rui Simões drehte mehrere prämierte Dokumentarfilme hier.

## Film
Das Viertel diente mehrfach als Drehort für Musikclips des Portugiesischen Hip-Hops, aber auch für Portugiesische Filmproduktionen, darunter:
- 2009: A Esperança Está Onde Menos Se Espera, Spielfilm des Regisseurs Joaquim Leitão, mit Virgílio Castelo und Ana Padrão in den Hauptrollen
- 2010: Ilha da Cova da Moura, prämierter Dokumentarfilm über das Viertel von Rui Simões
- 2011: Kolá San Jon é Festa di Kau Berdi, Dokumentarfilm von Rui Simões über die lebendigen kapverdischen Traditionen im Viertel